# Union pour la démocratie et la justice
L'Union pour la démocratie et la justice abrégé en UDJ (en arabe : الاتحاد الجيبوتي من أجل الديمقراطية والعدالة) est un parti politique djiboutien. Le parti est fondé en 2002 et présidé par Ismaël Guedi Hared, son fondateur, jusqu'à sa mort en 2015.
Le parti est présidé par Ilaya Ismaïl Guedi Hared, fille du fondateur du parti.

## Élections
En janvier 2013 l'UDJ forme, avec huit autres partis, l'Union pour le salut national, une coalition d'opposition pour les élections législatives de 2013. Il en est membre jusqu'à sa mise en sommeil en 2016. Lors des élections législatives de 2013 il forme une alliance avec le Parti djiboutien pour le développement.

## Résultats électoraux

### Élections législatives
| Élection | Suffrages | %     | Sièges  | Position   |
| -------- | --------- | ----- | ------- | ---------- |
| 2013     | 42 897    | 35,7  | 10 / 65 | Opposition |
| 2018     | 13 088    | 10,92 | 7 / 65  | Opposition |
| 2023     | 10 772    | 6,32  | 7 / 65  | Opposition |